# Нефтебаза (Кировская область)
Нефтебаза — поселок в Советском районе Кировской области в составе Греховского сельского поселения. 

## География
Находится на правом берегу Вятки на расстоянии примерно 2 километра по прямой на северо-восток от районного центра города Советск.

## История
Известен с 1926 года, когда здесь отмечен нефтесклад №40 с 2 хозяйствами и 6 жителей, в 1950 1 и 2, в 1989 было учтено 19 жителей . 

## Население
Постоянное население составляло 22 человека (русские 98%) в 2002 году, 21 в 2010.